# Ciconia
Ciconia – rodzaj ptaków z rodziny bocianów (Ciconiidae).

## Rozmieszczenie geograficzne
Rodzaj obejmuje gatunki żyjące przede wszystkim w Starym Świecie. Ze współczesnych gatunków jedynie bocian sinodzioby występuje w Ameryce Południowej, na wschód od Andów, jednak również wymarłe gatunki były rozprzestrzenione na terenach obu Ameryk (m.in. liczne znaleziska na Kubie).

## Morfologia
Długość ciała 75–115 cm, rozpiętość skrzydeł 144–200 cm; masa ciała 1,3–5,5 kg; samice są średnio mniejsze i lżejsze od samców.

## Systematyka
Rodzaj zdefiniował w 1790 roku francuski zoolog Mathurin Jacques Brisson w publikacji swojego autorstwa poświęconej ornitologii. Gatunkiem typowym jest (absolutna tautonimia) bocian biały (C. ciconia).

### Etymologia
- Ciconia: łac. ciconia ‘bocian’[16].
- Sphenorynchus: gr. σφην sphēn, σφηνος sphēnos ‘klin’; ῥυγχος rhunkhos ‘dziób’[17]. Gatunek typowy (oznaczenie monotypowe): Ciconia abdimii Lichtenstein, 1823.
- Pelargos: gr. πελαργος pelargos ‘bocian’[18]. Gatunek typowy (oznaczenie monotypowe): Ardea nigra Linnaeus, 1758.
- Dissoura (Dissura): gr. δισσος dissos ‘podwójny’, od δις dis ‘dwa razy’, od δυο duo ‘dwa’; ουρα oura ‘ogon’[19]. Gatunek typowy (późniejsze oznaczenie)[20]: Ardea leucocephala J.F. Gmelin, 1789 (= Ardea episcopus Boddaert, 1783).
- Melanopelargus: gr. μελας melas, μελανος melanos ‘czarny’; πελαργος pelargos ‘bocian’[21]. Gatunek typowy (oryginalne oznaczenie): Ardea nigra Linnaeus, 1758.
- Abdimia: epitet gatunkowy Ciconia abdimii Lichtenstein, 1823; Abdin Beğ al-Arnaut (ok. 1780–1827), oficer armii egipskiej, albański gubernator prowincji Dongola w egipskim Sudanie w latach 1821–1825 (jego nazwisko pisano również jako Abdim, Abdi, Abidin lub Abdeen)[22].
- Diplura: gr. διπλος diplos ‘podwójny’, od δυο duo ‘dwa’; ουρα oura ‘ogon’[23]. Gatunek typowy (oznaczenie monotypowe): Ardea leucocephala J.F. Gmelin, 1789 (= Ardea episcopus Boddaert, 1783); młodszy homonim Diplura Koch, 1850 (Arachnida).
- Diplocercus: gr. διπλος diplos ‘podwójny’, od δυο duo „dwa”; κερκος kerkos ‘ogon’[24]. Gatunek typowy (oznaczenie monotypowe): Ardea leucocephala J.F. Gmelin, 1789 (= Ardea episcopus Boddaert, 1783).
- Euxenura: gr. ευ eu ‘naprawdę’; ξενος xenos ‘dziwny’; ουρα oura ‘ogon’[25]. Gatunek typowy (oznaczenie monotypowe): Ardea maguari J.F. Gmelin, 1789.
- Prociconia: gr. προ pro ‘przed, z przodu’; rodzaj Ciconia Brisson, 1760[26]. Gatunek typowy (oryginalne oznaczenie): †Prociconia lydekkeri Ameghino, 1891.
- Dipluravis: rodzaj Diplura Jerdon, 1864; łac. avis ‘ptak’[27].

### Podział systematyczny
Do rodzaju należą następujące gatunki:
- Ciconia nigra (Linnaeus, 1758) – bocian czarny
- Ciconia maguari (J.F. Gmelin, 1789) – bocian sinodzioby
- Ciconia ciconia (Linnaeus, 1758) – bocian biały
- Ciconia boyciana Swinhoe, 1873 – bocian czarnodzioby
- Ciconia abdimii M.H.C. Lichtenstein, 1823 – bocian białobrzuchy
- Ciconia microscelis G.R. Gray, 1848 – bocian czarnoczelny
- Ciconia episcopus (Boddaert, 1783) – bocian białoszyi
- Ciconia stormi (W. Blasius, 1896) – bocian garbaty

Opisano również gatunki wymarłe:
- Ciconia maltha[15] Miller, 1910 (późny pliocen – późny plejstocen)
- Ciconia gaudryi Lambrecht, 1933